# Cirsium aomorense
Cirsium aomorense là một loài thực vật có hoa trong họ Cúc. Loài này được Nakai mô tả khoa học đầu tiên năm 1912.